# Кіран Калкін
Кіран Калкін (англ. Kieran Culkin; 30 вересня 1982, Нью-Йорк, США) — американський актор. Лауреат премій «Еммі» та «Золотий глобус» за головну роль у телесеріалі «Спадкоємці» (2018—2023). Лауреат всіх центральних премій «сезону кінонагород», зокрема «Оскара», за роль у трагікомедії «Справжній біль» (2024).

## Біографія
Народився 30 вересня 1982 року у Нью-Йорку, США. Вперше Кіран виступив на сцені в два роки — це була театральна постановка в мангеттенському Symphony Space Theater. Почавши зніматися в ранньому дитинстві, до 30 років він став учасником більш ніж 20 кінопроєктів. Любов до акторської майстерності успадкував від свого батька, театрального актора, і старшого брата — Маколея Калкіна. Усього в родині Калкіних семеро дітей, і троє з них домоглися популярності у сфері кінематографа.

### Початок кар'єри
Для Кірана сходження до вершин популярності почалося в 7 років. Саме тоді забавний усміхнений малюк вперше потрапив на знімальний майданчик — слідом за своїм старшим братом, якому дісталася головна роль у фільмі «Один вдома». Сьогодні навряд чи хто-небудь зможе впізнати Кірана в тому смішному маленькому очкарику, яким він дебютував у знаменитій комедії. Роль Фулера, кузена «забутого» у будинку Кевіна, звичайно, не зробила Кірана знаменитістю — навряд чи хоч хтось помітив його за великими безглуздими окулярами, але початок було покладено.
Слідом за комедією «Один вдома» вийшло її продовження «Один вдома — 2: Загублений у Нью-Йорку» і кінокартина «Зрозуміє лише самотній», де Кірану знову випало грати на других ролях разом зі своїм зоряним братом. До цього моменту молодшого Калкіна вже помітили, і подальша його кар'єра цілком успішно стала розвиватися без участі Маколея. Фільми, у яких Кірану давали невеликі, але пам'ятні ролі, стали йти один за іншим. «Батько нареченої», «Нікуди бігти», «Батько нареченої — 2» — проєкти слідували один за одним, щороку, починаючи з 1990-го, в прокат виходили нові фільми за участю юного актора.
Першим дійсно значущим для Кірана Калкіна фільмом, де йому дісталася одна з головних ролей, став фільм «Велетень». У цій добрій і драматичній кінокартині Кіран зіграв дуже розумного і дуже хворого хлопчика, який зумів подружитися з хлопчиною, який мав репутацію розумово відсталого. Щира і по-дорослому серйозна гра Калкіна не залишилася без уваги. За роль Кевіна Ділана він був номінований на декілька премій.
На відміну від свого старшого брата, Кіран Калкін ніколи не відрізнявся «зірковою» зовнішністю — невисокий, тендітної статури, він завойовував любов глядачів своїм шармом і потаємною мрійливістю в очах. До того ж така зовнішність дозволяла йому грати героїв молодших за себе. Так, наприклад, було у фільмі «Музика серця», де майже 19-річному Кірану дісталася роль 15-річного хлопчиська. 2001 і 2002 роки знову подарували Кірану можливість виконати головні ролі в серйозних фільмах — «Ігбі йде на дно» і «Небезпечні ігри».

### Сучасний доробок
У 2000-х—2010-х роках найяскравішими проєктами в кар'єрі Кірана Калкіна стали фільми «Скотт Пілігрим проти світу», «Маргарет» і «Муві 43».

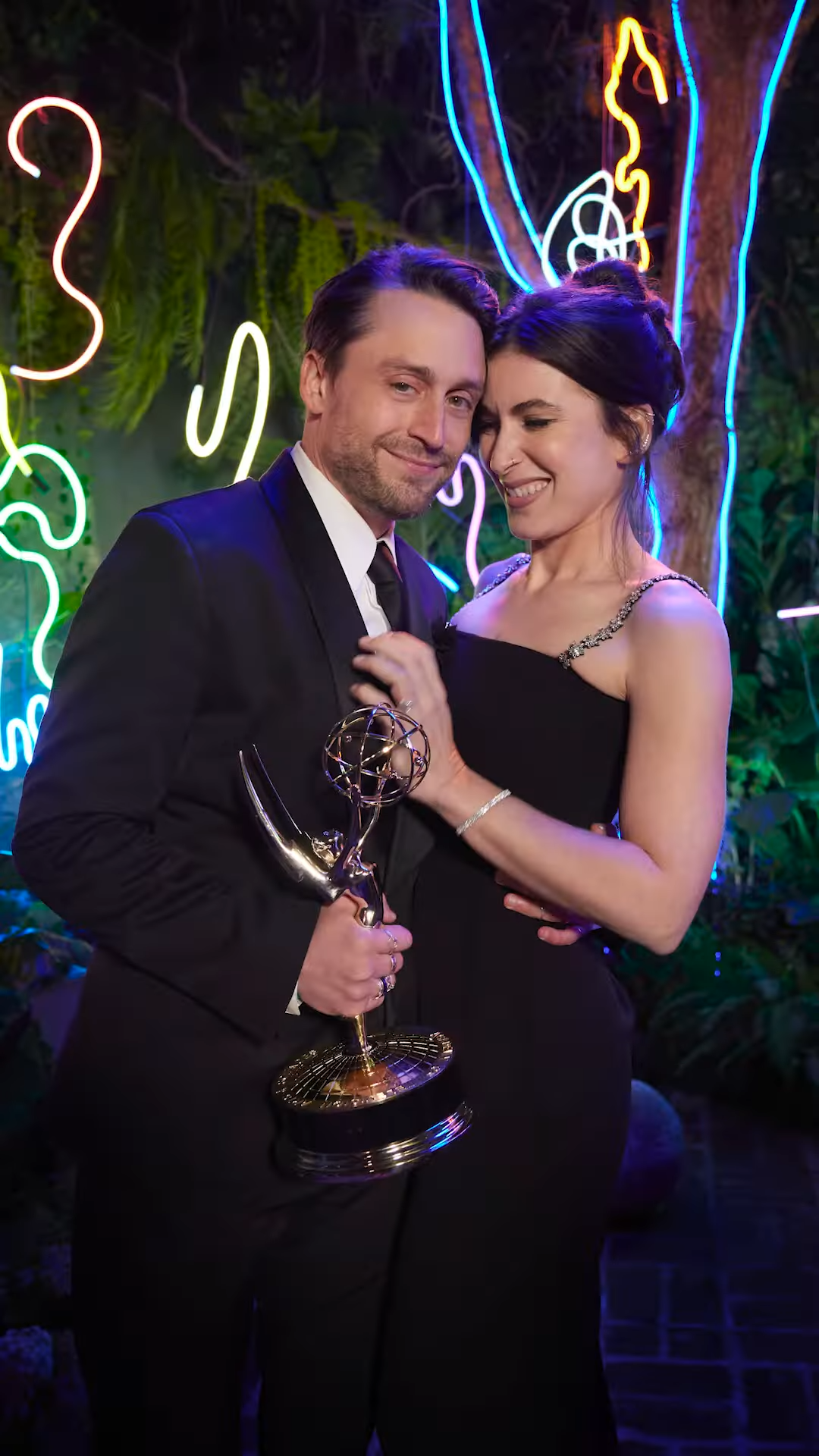
З дружиною Джазз Чартон після здобуття премії «Еммі», 2024 рік

З 2018 по 2023 роки грав головну роль, молодшого сина мільярдера, в драматичному телесеріалі «Спадкоємці», за фінальний сезон якого був нагороджений преміями «Еммі» та «Золотий глобус».
У 2024 році виконав головну роль у трагікомедії Джессі Айзенберга «Справжній біль», за яку став володарем другої в кар'єрі премії «Золотий глобус» і першого «Оскара».

### Родина
У Кірана є шестеро братів і сестер: четверо хлопчиків (Шейн, Маколей, Крістіан і Рорі) і дві дівчинки (Дакота і Куінесса). Кіран був четвертою дитиною за рахунком після Шейна (старший на 6 років), Маколея (старший на 2 роки) і Дакоти (старша на 3 роки).
У 2008 році загинула старша сестра Кірана Дакота (народилася в 1978 році). Її збила машина на пішохідному переході. Дакоту доставили в лікарню, але на наступний день вона померла від травм.
З 2013 року одружений з Джазз Чартон. Подружжя виховує двох дітей: доньку (нар. 2019) та сина (нар. 2021).

## Фільмографія
| Рік       |    | Українська назва                    | Оригінальна назва                        | Роль                   |
| --------- | -- | ----------------------------------- | ---------------------------------------- | ---------------------- |
| 1990      | ф  | Сам удома                           | Home Alone                               | Фуллер Маккаллістер    |
| 1991      | ф  | Зрозуміє тільки самотній            | Only the Lonely                          | Патрік Малдун-молодший |
| 1991      | с  | Суботнього вечора у прямому ефірі   | Saturday Night Live                      | Фроггі                 |
| 1991      | ф  | Батько нареченої                    | Father of the Bride                      | Метті Бенкс            |
| 1992      | ф  | Сам удома 2: Загублений у Нью-Йорку | Home Alone 2: Lost in New York           | Фуллер Маккаллістер    |
| 1993      | ф  | Нема куди тікати                    | Nowhere to Run                           | Майк «Мукі» Андерсон   |
| 1994      | ф  | Історія мого літа                   | It Runs in the Family                    | Ральф Паркер           |
| 1995      | ф  | Батько нареченої 2                  | Father of the Bride Part II              | Метті Бенкс            |
| 1996      | с  | Фрейзер                             | Frasier                                  | Джиммі                 |
| 1996      | ф  | Аманда                              | Amanda                                   | Біддл Фарнсворт        |
| 1998      | ф  | Велетень                            | The Mighty                               | Кевін Діллон           |
| 1999      | ф  | Це все вона                         | She's All That                           | Саймон Боггс           |
| 1999      | ф  | Музика серця                        | Music of the Heart                       | Лексі у віці 15 років  |
| 1999      | ф  | Правила виноробів                   | The Cider House Rules                    | Бастер                 |
| 1999      | тф | Країна фей                          | The Magical Legend of the Leprechauns    | Барні О'Грейді         |
| 2001      | с  |                                     | Go Fish                                  | Енді «Риба» Тротнер    |
| 2002      | ф  | Небезпечні ігри                     | The Dangerous Lives of Altar Boys        | Тім Салліван           |
| 2002      | ф  | Ігбі йде на дно                     | Igby Goes Down                           | Ігбі                   |
| 2008      | ф  | Розкішне життя                      | Lymelife                                 | Джиммі Бартлетт        |
| 2009      | ф  | Паперова людина                     | Paper Man                                | Крістофер              |
| 2010      | ф  | Скотт Пілігрим проти світу          | Scott Pilgrim vs. the World              | Воллес Веллс           |
| 2011      | ф  | Маргарет                            | Margaret                                 | Пол                    |
| 2013      | ф  | Фільм 43                            | Movie 43                                 | Ніл                    |
| 2015      | ф  | Ледарі                              | Quitters                                 | містер Бекер           |
| 2015      | с  | Фарґо                               | Fargo                                    | Рай Герхардт           |
| 2016      | ф  | Такса                               | Wiener-Dog                               | Брендон                |
| 2017      | ф  |                                     | Infinity Baby                            | Бен                    |
| 2018—2023 | с  | Спадщина                            | Succession                               | Роман Рой              |
| 2021      | ф  | Без різких рухів                    | No Sudden Move                           | Чарлі                  |
| 2023      | мс | Скотт Пілігрим стає до бою          | Scott Pilgrim Takes Off                  | Воллес Веллс           |
| 2024      | ф  | Справжній біль                      | A Real Pain                              | Бенджі Каплан          |
| 2026      | ф  | Голодні ігри: Схід сонця на Жнива   | The Hunger Games: Sunrise on the Reaping | Цезар Флікерман        |